# Влехіца
Влехіца (рум. Vlăhița) — місто у повіті Харгіта в Румунії. Адміністративно місту підпорядковані такі села (дані про населення за 2002 рік):
- Беїле-Хомород (69 осіб)
- Мінеле-Луета (149 осіб)

Місто розташоване на відстані 217 км на північ від Бухареста, 21 км на захід від М'єркуря-Чука, 77 км на північ від Брашова.

## Населення
За даними перепису населення 2002 року у місті проживали 7042 особи.
Національний склад населення міста:
| Національність | Кількість осіб | Відсоток |
| -------------- | -------------- | -------- |
| угорці         | 6960           | 98,8%    |
| румуни         | 79             | 1,1%     |
| німці          | 3              | < 0,1%   |

Рідною мовою назвали:
| Мова      | Кількість осіб | Відсоток |
| --------- | -------------- | -------- |
| угорська  | 6961           | 98,8%    |
| румунська | 79             | 1,1%     |
| німецька  | 2              | < 0,1%   |

Склад населення міста за віросповіданням:
| Релігія                                       | Кількість осіб | Відсоток |
| --------------------------------------------- | -------------- | -------- |
| римо-католики                                 | 6145           | 87,3%    |
| унітарії                                      | 376            | 5,3%     |
| реформати                                     | 301            | 4,3%     |
| православні                                   | 74             | 1,1%     |
| баптисти                                      | 38             | 0,5%     |
| не релігійні                                  | 8              | 0,1%     |
| лютерани (Синодально-пресвітеріанська церква) | 6              | 0,1%     |
| старообрядці                                  | 3              | < 0,1%   |
| лютерани (Аугсбурзького сповідання)           | 2              | < 0,1%   |
| лютерани                                      | 1              | < 0,1%   |
| атеїсти                                       | 1              | < 0,1%   |
| не вказали релігію                            | 1              | < 0,1%   |

## Міста-побратими
- Балатонлелле, Угорщина